# 深淵 (ゲーム)
深淵（しんえん）は朱鷺田祐介がデザインしたテーブルトークRPGである。剣と魔法のファンタジーRPGの一つであり、幻想や運命という概念を特に強調し表現した特異な雰囲気をもったTRPGである。
1997年3月1日にホビージャパンより初版（ボックスセット）第1刷が出版された（日付は『深淵』「第二の書　語り部の書」奥付に記載されたもの）。
2008年2月2日にエンターブレインより第2版(A4ムック）が出版された（日付は実売日。奥付では2月14日となっている）。

## 背景設定概要
深淵の舞台となる背景世界・時代設定・文明の水準は地球の中世ヨーロッパに似ている。
活版印刷・火薬・羅針盤は発明されていないか、一般的ではない。既知世界は地球におけるインド亜大陸と同じ広さであるとされる。※世界を現す固有の名称は設定されていない（以降、仮に「深淵世界」と呼称する）。
かつては「妖精騎士」と呼ばれる人間より優れた超越的存在が神々（12と一つの星座の巨神）の代理となり、世界と定命の人間を統治していた。既知世界のほとんどは「妖精王国」と呼ばれる国家の版図であった。彼らの治世と年歴は「妖精代」と呼ばれる。
しかし今ではその妖精騎士も消耗して姿を現さぬようになってから久しく、1万年近く続いてきた妖精代も末期とされている。妖精王国の統治は人間の君主たちが争いながら担いつつあり、「"妖精"王国」も名目のものとなっている今、かつて神々に封印された世界の旧支配者：魔族諸侯がその封印から脱しつつある。

### 深淵世界の歴史
各時代は「12と一つの星座」によってそれぞれ象徴され、約1万年ごとに移り変わっていったと伝えられている。実のところ妖精代における「後継者の指輪の戦い」以前は歴史というより伝説を通り越して既に神話であり、正確なことは判らない。
天城紀（てんじょうき）
天空城ヴァタオナイアから12と一つの星座の巨神たちが直接世界を支配していた時代。中でも当時の主神(最高神)「剣の王ソダール」が定命の人の子たちを迫害したため、彼らは混沌を司る「原初の蛇エセス」（原蛇座の巨神）の眷属と契約を結んで魔族と化し、神々と戦い（神々の仲間割れを利用してソダールを殺し）、天空城を墜とした。魔族に敗れた神々は不動星（深淵世界の北極星に当たる。北天の中心から移動しない）へと逃げ延びた。この時代は星座でいうと黒剣座に対応する。
魔棲代（ませいだい）
魔族と手を結んでソダールを殺した翼人座の巨神「翼の王ティオール」（死を司る神）がソダールから世界の支配者の証である後継者の指輪（支配の指輪）を奪ったが、ティオールもまた魔族に殺され、後継者の指輪を奪われた。冥界に移った死の神ティオールは魔族を呪い、以後、死の安息が訪れないようにした。この時代は星座でいうと翼人座に対応する。ただし魔族帝国を通じて1万年以上世界を支配したのは死の神の眷属たちではなく魔族たちである。
神征紀（ヴァルサフダルティユ）
正確にいうと時代の名前ではなく、大戦争とその「記録書」の名前である。魔棲代末期、「指輪の女王ギャルレイ」（指輪座の巨神にして「剣の王ソダール」の妻）が破魔の巨人の軍勢を率いて不動星から帰還し、激烈な戦いの結果、当時の世界もろとも魔族帝国を滅ぼした。しかし呪われし魔族は既に死を超越していたため、各地に封印するしかなかった。

女王紀（じょおうき）
世界が一度滅んだため、ギャルレイは破魔の巨人に世界を作り直させ、短い期間世界を直接統治したが、夫ソダールを蘇らすことができないことを悟ると、世界の統治を破魔の巨人たちに任せて自分は不動星に帰っていった。この時代は星座でいうと指輪座に対応する。
巨棲代（きょせいだい）
破魔の巨人たちは子孫である土鬼（ローグル）（巨人よりは小柄な定命の存在）に統治を任せて姿を消した。時代が経過するにつれ土鬼たちは七つの王国に分かれて争い、しまいには争いに利用するため魔族を解放して崇めるようになった。この状況についに指輪の女王ギャルレイは妖精騎士を率いて不動星から帰還した。この時代は星座でいうと戦車座に対応する。
妖精代（ようせいだい）
戦いに勝って土鬼の七王国を滅ぼし、魔族を封印しなおした妖精騎士たちはギャルレイの命令により世界を直接統治した（ギャルレイ自身は再び不動星へ戻った）。そして1万年近い月日が流れて現在に至る。この時代は星座でいうと通火座に対応する。
後継者の指輪の戦い
妖精代が9000年以上経過したあるとき、魔族の大物「冥府の大公テンバラウン」が出現し、魔族諸侯を次々に開放し、妖精王国と妖精騎士に戦いを挑んだ。後継者の指輪を携えた妖精騎士たちはテンバラウンと魔族諸侯を倒し封印しなおしたが、自身も指輪を持ったまま深淵の底に消えた。
妖精代末期
現在。後継者の指輪の戦いから500年が経過し、妖精騎士もほぼ姿を消してしまって伝説の存在となっている。既に"妖精"王国も名ばかりとなっている今、かつて神々に封印されていた世界の旧支配者：魔族諸侯がその封印から脱しつつある。

### 12と一つの星座
深淵世界の運命と力をつかさどる13の星座の総称。神々や魔族そしてその下僕たちもそれぞれの星座に対応している。これらの星座と7色の色（白・黒・黄・赤・青・緑・紫）の組み合わせによって暦も91の運命も決まる（これを「色星（しきせい）」と呼ぶ）。
13の星座と、その意味は以下の通り（さらにそれぞれの星座の典型的イメージ・象徴する色彩や武器などもあるがここでは割愛する）。
黒剣（こっけん）
始まりの秩序を司る。支配と創造（とそれに伴う治癒）の魔力がある。第2版では「こくけん」と読む。
翼人（よくじん）
終わりの秩序を司る。死の魔力がある。
指輪（ゆびわ）
言葉による支配や契約を司る。この星座の巨神「指輪の女王ギャルレイ」は深淵世界の現在の主神である。
戦車（せんしゃ）
太陽である。炎や破魔の魔力がある。巨人やその後継者である土鬼（ローグル）を象徴する。
通火（かよいび）
幻視の魔力がある。妖精騎士を象徴する星座でもある。
野槌（のづち）
野に遊ぶ獣たちを司る。あるいは幻影の魔力を持ち、定命の人の子（人間）を象徴することもある
青龍（せいりゅう）
破壊の魔力がある。狂気を伴う叡智も象徴する。
原蛇（げんじゃ）
混沌の力を司る。魔族を象徴する星座でもある。
牧人（まきびと）
森と植物そして重力（深淵世界では「大地の鎖」と呼ばれる）を司る。
海王（かいおう）
海と水を司る。
古鏡（こきょう）
月である。気まぐれで無垢、そして混乱といった性質がある。
風虎（ふうこ）
自然界の天候（とくに冷気や風）を司る。
八弦琴（はちげんきん）
物語と伝承を司る。能動的には行動することはない。

### 深淵世界の魔族
魔族（まぞく）とは深淵世界における超越者の一群である。実際のゲームにおいては邪悪な陰謀の黒幕として、あるいは（妖精王国では公式には禁じられているところの）信仰対象として登場する。大多数の魔族は未だに封印が解けていないため、下僕に命じて事に当たらせるか、本体に比べてわずかな力しか持たない「影」を封印の隙間から送り出して動かすに過ぎないが、それでも定命の人の子らを脅かすに余りある存在である。
魔族は外見も大きさもさまざまであるが、いずれも定命の人間を遥かに超える魔力を持つ不死の存在である。魔族は姿を現しただけで定命の者に破滅をもたらしてその寿命を削る。触れれば運命を操ることさえできる。魔族が自らの生き様を思い返して呟くだけで定命の人間の時間は過ぎ行き骨も残さず塵になることすらある。魔族の魂は不滅であり、肉体が破壊されても必ずいつかは復活する。ただしその「不死性」は「死なない」のではなく「永遠に死に続け、終わりの安息がない」という呪いに由来する。
しかし彼らも最初から化け物だったわけではない、太古の昔、彼らはか弱き定命の人の子であった。大いなる代償を払って力を得て運命に抗い、暴虐な神々と戦い、そして一度は神々を世界から放逐し、世界の遍くすべてを支配した英雄たちなのだ。
だがこれは最大の秘密の一つであり、それを知る者は少ない。
魔族帝国
魔棲代に存在したといわれる魔族たちの帝国。「魔族皇帝オエン」と「筆頭五公」（「反逆の旅人」。「吐息の大公タンキン」「瞳の大公モーン」「戦士の大公アロセス」「歌の公女イェロマーグ」「角の大公セイシュドーマ」の5騎）を頂点とする300余騎の魔族諸侯により構成され、1万年以上の長きにわたり、全世界を支配したといわれている。神征紀（ヴァルザフダルティユ）の戦いにより滅亡。首都は魔都ヴァランティアであり、現在の北原（ほくげん）で恐れられている魔の森ワール山にあたると伝えられている。
魔族諸侯
魔族帝国を構成する300余騎の魔族たち。大公/公爵/侯爵/伯爵/男爵/騎士爵などの爵位を持つ（王/統領/太守などの役職で呼ばれることもある）。天空城攻略前後に叙爵されたものが多いが、魔棲代中期の「アルマガの戦い」（帝位に関する皇帝父子の争い）であらたに叙爵されたものも少なくない（逆に降格されたり爵位を剥奪された者もいる）。ゲーム上のルールでは、少なくとも召喚値（超越者の強さを規定する数値）：50以上の存在であると定義されている。

### 魔法
深淵世界は魔法の力（魔力）に満ち溢れているが本来、定命の人間（人の子）には使うことはできない。魔力を持つ護符や刻印（身体的に異形を伴う）を仲介させることで無理やり魔法を使うことも可能だが反動を伴い負傷する危険がある。発動させようとする呪文（個々の魔法）の効果が大きければ大きいほど発動までの時間と手間がかかり反動も比例して大きくなる。深淵世界の魔法使いは反動に耐えながら魔法を使うのである。魔族や神々やその眷属は反動なしに自由に魔法を発動させることが出来る。

### 深淵
「深淵」（しんえん）とはこの作品自体の名前としても使われる独自の概念・存在である。世界と重なって存在する異空間であり、魔力の源。水音を立てる水や海として表現され想起される。

## システム概要
基本的には2D6で成功判定を行うが、運命カード（このゲームに付属する独自のカード。92枚よりなる）他による修正や変化がある。

### 判定
基本的には2D6を振り、その結果によって判定する。出た目と判定修正（技能、推定寿命の消費など後述）の合計が、ゲームマスターの指定した目標値以上であれば成功。目標値未満であれば失敗である。
出た目が1ゾロ（サイコロが両方とも1の目）であれば大失敗で、判定は必ず失敗するのみならず最悪の結果を招く。逆に、出た目が6ゾロ（サイコロが両方とも6の目）であればさらに2D6を振ってその出目を前の結果に足すことができる（6ゾロが出る限り振り足しを続ける）。
最終的な達成値が目標値を10上回るごとに大成功となり成功段階があがる。たとえば戦闘の際、大成功するごとにダメージが増えていく。

### 判定修正

#### 技能
プレイヤー・キャラクターはそれぞれ特定専門の分野および共通した技能を所持しており、それぞれの技能には数値（技能値）が設定されている。技能値は経験点で成長させることができる。技能値は達成値に足すことができる。また判定値の代わりとしてその技能の数字だけの枚数の運命カードのカラーナンバーを達成値に足すことで失敗を成功に変えたり、あるいは成功の度合いを上げることができる。たとえば技能値が3の場合、プレイヤーは手持ちの3枚までの運命カードを消費することでそのカラーナンバーの数値の和を達成値に足すことができる。つまりカラーナンバーが「1」と「2」と「5」だった場合、「1+2+5＝8」で達成値に8を足すことができる。（スタブ）

#### 推定寿命
プレイヤー・キャラクターは多くの場合、50歳までの寿命を持っている。これは推定寿命と呼ばれ、消費することで低下する。キャラクターの現在の年齢が推定寿命の年齢に達したときは眠るように死んで逝く。推定寿命は一種のヒーロー・ポイントとして消費することで、達成値に足すなどして失敗を成功にしたり、成功段階を上げることができる。推定寿命はセッション終了時に経験点を使用して購入することでしか上昇（回復）しない。

### 夢歩き
ファンタジー（ホラー）小説や映画によく出てくる幻視や白昼夢を再現するシステム。
ゲームマスターの指示により随時行う。プレイヤーは手持ちの運命カードから任意のものを選んでゲームマスターに渡す。ゲームマスターはその運命カードの「語り部」欄にある文章を読み上げ、幻視・白昼夢・予知夢を描写する。プレイヤーが抱くゲーム展開希望をゲームマスターが読み取るという双方向的な効果がある。

### 縁故
「縁故」（えんこ）とは当該キャラクターにおける縁の深さを表す数値である。判定におけるボーナス修正（あるいはペナルティ）となりうる。友人・配偶者・恋人といった存在から、愛剣・愛馬など物体や人間以外のものでもありうる。果ては主義主張や誇りなど形がないものへも縁故が設定されることもある。

### 運命
各キャラクターはキャラクター作成時（あるいはセッション参加時）に2つの「運命」と呼ばれる設定を背負っている。運命は91枚の運命カードに対応している。（正確に言うと枝番号などもあるので91以上存在する）。運命はシナリオに参加する動機となりうるもので、多くの場合、各キャラクターは自己に課せられた運命を解決するか運命に導かれてセッションに参加することになる。用意されている運命は大抵は過酷なものであるが、特殊能力を得るなど有利なものも存在する。運命は最高で3つまで持つことができる。1つの運命を解決するごとにセッション終了時に1点の経験点を得ることができる。

### テンプレート
深淵では独自の世界観に合致した作成済みキャラクターが用意されており、これを「テンプレート」と呼ぶ。基本ルール（予感の書）には32種のテンプレートが用意されている。テンプレートはサプリメントによってさら多くのものが追加される。キャラクターを新しく作る作成ルールは基本ルールにはなく、追加サプリメントで用意される。これと運命を組み合わせればそれほど手間取らずに（キャラクター名やより細かい設定を決めるなどすれば）すぐにセッションに参加することができる。テンプレートの中には騎兵、傭兵といった戦闘向きのものだけでなく農夫や商人、踊り娘などといった非戦闘系のものもある。また死体を操るものや魔族復活を企む魔族の信徒など普通のファンタジーTRPGではプレイするのに躊躇するような危険なテンプレートも用意されている。

## 運命カード

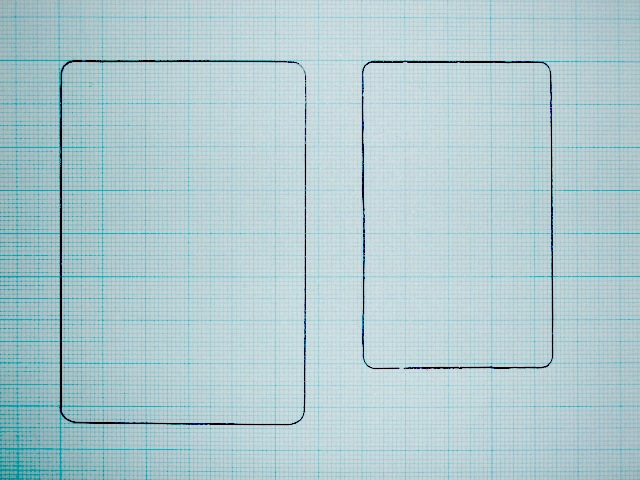
運命カードの大きさを比較するため、輪郭を書き写したもの。左が第1版、右が第2版

深淵のルールセットには、92枚の運命カードが付属している。これは、1から7までの数字＊13の星座の組み合わせで、「白の黒剣」のように、（色+星座）で表される。これに加えて、山札を切り直す「月待ち」カードが1枚ある。運命カードは（ゲーム開始時をのぞき）各プレイヤーとゲームマスターに、6枚を上限として配られ、残りは山札となる。運命カードは主に夢歩き、行動達成時の追加、武器や魔法のダメージなどに使用される。
運命カードは第1版では裏面がボックスアートと同じ血の付いた剣のフルカラーイラスト、第2版は一回り小さくなり、八弦琴の紋章の周りに他の星座の紋章が配置されたものとなっている。
運命カードには以下の情報が記載されている。
- カラーナンバー（1から7）
- 色と星座
- ダメージ
- 追加行動
- 作業判定（第1版のみ）
- 語り部
- 運命番号

サプリメント「血のごとく赤き」では、裏面が赤く、特殊な効果を持つ9枚の運命カードが追加された。大きさは異なるが第2版でも使用可能である。

## その他
深淵の魔族諸侯の名称や称号のモデルは実在のソロモン王の魔道書にでてくるいわゆるソロモン72柱の魔神や日本の特撮作品に出てくる怪獣の名前のアナグラムなどから設定されていると考えられる。性質や姿などのヒントにもなっている。
- 戦士の大公アロセス（由来は戦士の公爵アロケル。アロケン。アロセスと呼ばれることもある）
- 歌の公女イェロマーグ（由来はグレモリー（ゴモリー）の逆読み）
- 眠りの大公モーシュレー（由来は怪獣モスラ）
- 変化の大公セラガ（由来はアガレスの逆読み）
- 不和の侯爵サードナ（由来は不和の侯爵アンドラスの逆読み）
- 死せる魂の侯爵サミギナ（由来は死せる魂の侯爵ガミジン。サミギナと呼ばれることもある）
- 火の侯爵ノマ（由来はアモンの逆読み）
- 大火龍ジーラ（由来は怪獣ゴジラ）
- 剣の龍王シュテーゴ（由来は恐竜・剣竜ステゴサウルス）

## 深淵第2版
深淵第1版は絶版となった後でも、根強いプレイヤーが少なくなく、コンベンションで遊び続けたり、復刊ドットコムで投票されるなど、新版を望む声は少なくなかった。デザイナー自身もそのことは承知しており、長らく水面下で版上げの作業が行われていたが、2008年2月2日に待望の第2版が発売となった。

### 主な変更点
- 出版形態がボックスタイプからムックタイプに変更となり、運命カードは巻末に綴じ込みで収録された。これにより、書籍での流通が可能になり、多くの書店で「ゲーム攻略本」の扱いで入手可能となっている。
- 収録されているテンプレートが第1版の32体から16体になった。いずれも『銀龍亭異聞』のものをベースにしているが、一部のテンプレートのデータが変更になっている。
- 運命カードの内容の一部が変更になり、特に武器のダメージの記述が大幅に増えた。
- 運命の順番が変更され、運命カードの番号と語り部の記述と運命の内容がマッチングされた。これにより、夢歩きの内容で運命を決定する運命の幻視ができるようになった。運命の内容も変更され、一部は新しいものに差し替えられている。
- 戦闘のルールが一部変更され、ダメージを受けやすくすることで戦闘シーンの時間の短縮が図られた。
- 経験点のルールがなくなった。シナリオで生き残った場合、推定寿命を増やすか新しい運命を得る。
- NPCに関してのルールが整備され、NPCは皆影響値を持つようになった。
- 「深淵世界」の時間が進み（第1版は妖精歴9522年、第2版は9526年）、世界の設定が一部変更になっている。これに伴い、魔族や龍のデータが大きく変更された。

第1版の基本ルールの一部や、第1版の頃に発売されたサプリメントやテンプレートも、一部を修正するだけで第2版で使用できる。

## 作品一覧

### 基本ルール
- 『深淵』（ホビージャパンより1997年3月1日初版第1刷/1998年7月1日初版第2刷）※絶版
- 『深淵第2版』（エンターブレインより2008年2月2日初版第1刷）

### サプリメント
- 『城砦』（ホビージャパン　1997年12月1日）※絶版
- 『-銀の門物語拾遺　第1巻-人の夢獣の夢』（スザク・ゲームズより1997年9月1日発行）
- 『偽書　龍王経典』運命カード付（スザク・ゲームズより1998年8月20日発行）※絶版
- 『偽書　龍王経典』シナリオアイディア集付（スザク・ゲームズより1999年1月15日発行）※絶版
- 『血のごとく赤き-夢魔の占い札-』（スザク・ゲームズより2000年3月1日発行）
- 『血のごとく赤き-夢魔の占い札-』運命カードセット（スザク・ゲームズより2000年3月1日発行）※通販のみ
- 『追憶』（スザク・ゲームズより2000年7月1日発行）
- 『銀龍亭異聞』（スザク・ゲームズより2001年8月31日発行）
- 『妖魔綺譚』（スザク・ゲームズより2002年8月31日発行）
- 『銀龍亭綺譚』（2版）（アークライトより2011年1月30日発行）
- 『辺境騎士団領』（２版）（ 新紀元社より2015年9月10日発行）

### 誌上サポート
- 『RPGマガジン』（ホビージャパン）
- 『別冊FSGI』1号〜6号（スザク・ゲームズ）※絶版
- 『ゲーマーズ・フィールド』（ゲーム・フィールド）※後に『妖魔綺譚』としてまとめられた
- 『TRPG:サプリ』1号〜6号（アトリエサード）
- 『Role&Roll』（新紀元社）

### 小説
- 『火龍面舞』（プランニングハウスより1998年10月25日発売）※絶版
- 『丘の上の貴婦人（上）』（プランニングハウスより1999年7月18日発売）※絶版
- 『丘の上の貴婦人（下）』（プランニングハウスより1999年7月18日発売）※絶版

## 外部サイト
- 有限会社スザク・ゲームズ (「深淵」のデザイン)
- 黒い森の祠 (「深淵」のデザイナー朱鷺田祐介のブログ)
- スザク・アーカイブ (「深淵」のweb連載小説)
- 有限会社アトリエサード（TRPGのページ）(「深淵」商品の営業委託)